# ماریا برانول
ماریا برانول (به انگلیسی: Maria Branwell؛ زاده ۱۵ آوریل ۱۷۸۳ – درگذشته ۱۵ سپتامبر ۱۸۲۱) مادر نویسندگان بریتانیایی شارلوت برونته، امیلی برونته، آن برونته و شاعر و نقاش برانول برونته بود.

## جسارت‌های وابسته
- خواهران برونته